# Roubion (Alpes-Maritimes)
Pour les articles homonymes, voir Roubion.
Roubion est une commune française située dans le département des Alpes-Maritimes, en région Provence-Alpes-Côte d'Azur.
Ses habitants sont appelés les Roubionnais.

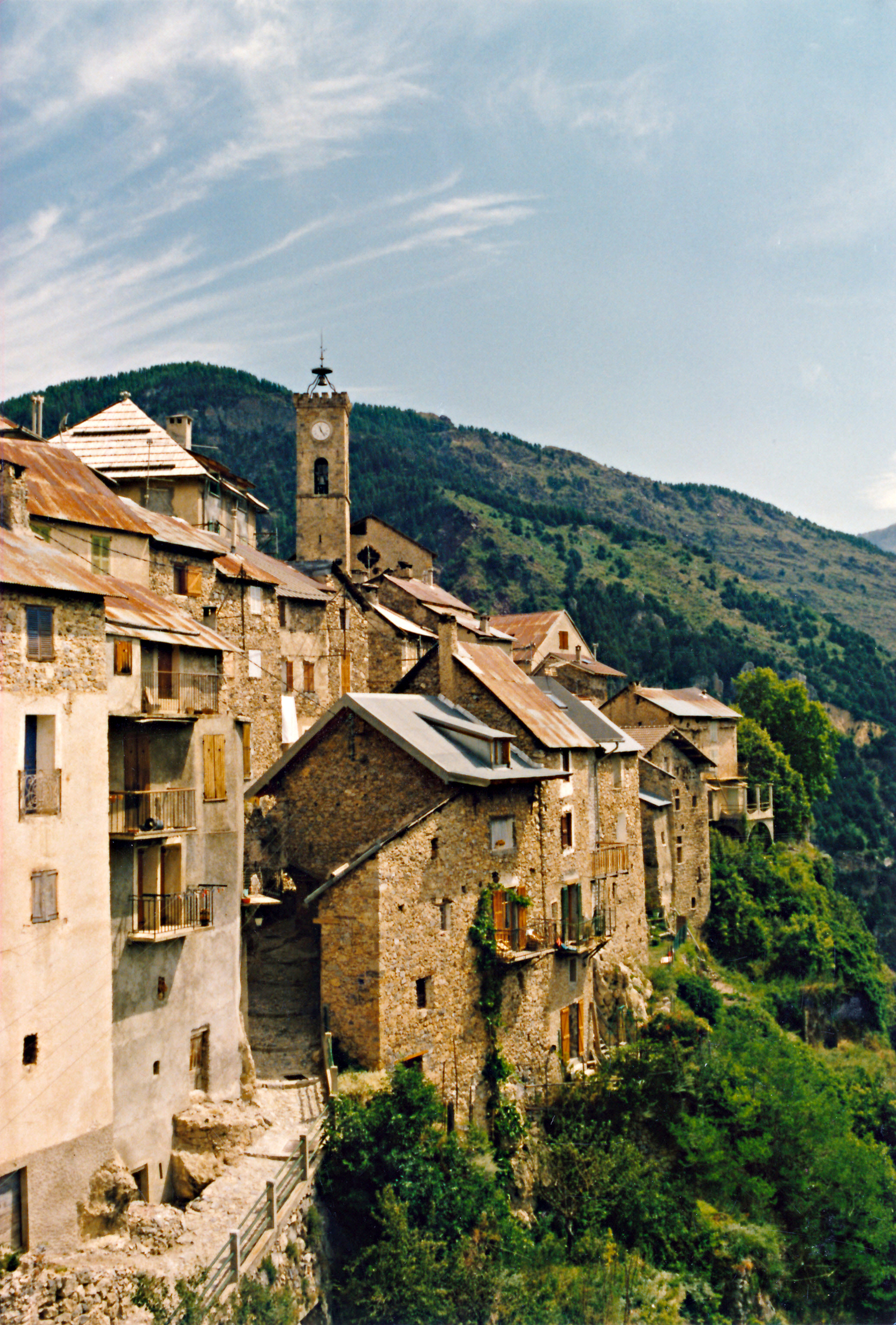
Le village en été.

## Géographie

### Localisation
Village situé à 11 km de Saint-Sauveur-sur-Tinée par la départementale 30.

### Géologie et relief
Commune située dans la vallée de la Tinée, c'est une des 28 communes composant le parc national du Mercantour.
Le village est érigé au flanc de la falaise sur un promontoire dominant la vallée de la Vionène.

### Catastrophes naturelles-Sismicité
Le 2 octobre 2020, de nombreux villages des diverses vallées des Alpes-Maritimes (Breil-sur-Roya, Fontan, Roquebillière, St-Martin-Vésubie, Tende...) sont fortement impactés par un "épisode méditerranéen" de grande ampleur. Certains hameaux de la commune restent inaccessibles jusqu'à plus d'une semaine après la catastrophe et l'électricité n'a été rétablie que vers le 20 octobre. L'arrêté du 7 octobre 2020 portant reconnaissance de l'état de catastrophe naturelle a identifié 55 communes, dont Roubion, au titre des "Inondations et coulées de boue du 2 au 3 octobre 2020".
Commune située dans une zone de sismicité moyenne.

### Hydrographie et les eaux souterraines
Cours d'eau sur la commune ou à son aval :
- Rivière La Vionène,
- 10 ruisseaux de Gaudissard, Longon, Penchiniéra, Pervoux...
- riou fabre, riou blanco,
- vallons de fortunette, de saint-sébastien, du moulin.

Roubion dispose d'une station d'épuration d'une capacité de 600 équivalent-habitants.

### Climat
Pour des articles plus généraux, voir Climat de Provence-Alpes-Côte d'Azur et Climat des Alpes-Maritimes.
En 2010, le climat de la commune est de type climat de montagne, selon une étude du Centre national de la recherche scientifique s'appuyant sur une série de données couvrant la période 1971-2000. En 2020, Météo-France publie une typologie des climats de la France métropolitaine dans laquelle la commune est exposée à un climat de montagne ou de marges de montagne et est dans une zone de transition entre les régions climatiques « Var, Alpes-Maritimes  » et « Alpes du sud ». 
Pour la période 1971-2000, la température annuelle moyenne est de 9,1 °C, avec une amplitude thermique annuelle de 16,5 °C. Le cumul annuel moyen de précipitations est de 1 105 mm, avec 5,9 jours de précipitations en janvier et 6,5 jours en juillet. Pour la période 1991-2020, la température moyenne annuelle observée sur la station météorologique de Météo-France la plus proche, « Rimplas_sapc », sur la commune de Rimplas à 7 km à vol d'oiseau, est de 12,2 °C et le cumul annuel moyen de précipitations est de 908,8 mm. 
La température maximale relevée sur cette station est de 35,5 °C, atteinte le 23 août 2023 ; la température minimale est de −10,7 °C, atteinte le 27 février 2018,,. 
Les paramètres climatiques de la commune ont été estimés pour le milieu du siècle (2041-2070) selon différents scénarios d'émission de gaz à effet de serre à partir des nouvelles projections climatiques de référence DRIAS-2020. Ils sont consultables sur un site dédié publié par Météo-France en novembre 2022.

### Voies de communications et transports

#### Voies routières
- Route départementale no 2205 de la Tinée[15].

#### Transports en commun
Transport en Provence-Alpes-Côte d'Azur
- Commune desservie par le réseau Lignes d'Azur[16].
- Transport à la demande Créabus, Bus 100 % Neige[17].

### Intercommunalité
Commune membre de la Métropole Nice Côte d'Azur.

### Urbanisme
La commune a adhéré au "plan local d'urbanisme métropolitain", approuvé le 25 octobre 2019.

### Typologie
Au 1er janvier 2024, Roubion est catégorisée commune rurale à habitat très dispersé, selon la nouvelle grille communale de densité à 7 niveaux définie par l'Insee en 2022.
Elle est située hors unité urbaine. Par ailleurs la commune fait partie de l'aire d'attraction de Nice, dont elle est une commune de la couronne,. Cette aire, qui regroupe 100 communes, est catégorisée dans les aires de 200 000 à moins de 700 000 habitants,.

### Communes limitrophes
| Isola   | Isola           | Isola  |
| Beuil   | Roubion         | Roure  |
| Pierlas | Pierlas, Ilonse | Ilonse |

## Histoire

### Toponymie
Le village apparaît dans les textes sous plusieurs noms : Robio, en 1067, Rubion, et Robionum, en 1293, Robjono, en 1333, Robion, en 1795. Le village est appelé Roubion en 1860. Ce nom vient de la racine «rup» qui désigne une falaise.

### Antiquité
Le site archéologique de la Tournerie est découvert en 1996 par Jean Latour. Le site est un sanctuaire gaulois de l'âge du fer. De nombreuses pièces de bronze datant de la deuxième guerre punique seront mises au jour lors des fouilles,.
La seigneurie de Roubion appartient à la famille de Beuil jusqu'à sa chute, en 1621. La seigneurie passe alors aux Badat puis aux Caissotti. La seigneurie est érigée en comté en 1684 au profit des Caissotti de Roubion.
Le village subit des dégâts et est incendié pendant les guerres de la ligue d'Augsbourg et de la succession d'Espagne qui virent le village traversé par les troupes françaises et savoyardes.

## Politique et administration
| Période | Période  | Identité            | Étiquette | Qualité |
| ------- | -------- | ------------------- | --------- | ------- |
| 1904    |          | Jean-Baptiste Blanc |           |         |
| 1912    |          | Michel Graglia      |           |         |
| 1919    |          | Adolphe Ramin       |           |         |
| 1953    |          | Gaston Beuil        |           |         |
| 1977    |          | Fortuné Donadio     |           |         |
| 1991    | en cours | Philip Bruno        | DVD       |         |

### Budget et fiscalité 2019
En 2019, le budget de la commune était constitué ainsi :
- total des produits de fonctionnement : 344 000 €, soit 2 773 € par habitant ;
- total des charges de fonctionnement : 377 000 €, soit 3 028 € par habitant ;
- total des ressources d'investissement : 272 000 €, soit 2 193 € par habitant ;
- total des emplois d'investissement : 150 000 €, soit 1 214 € par habitant ;
- endettement : 27 000 €, soit 217 € par habitant.

Avec les taux de fiscalité suivants :
- taxe d'habitation : 15,50 % ;
- taxe foncière sur les propriétés bâties : 12,42 % ;
- taxe foncière sur les propriétés non bâties : 14,95 % ;
- taxe additionnelle à la taxe foncière sur les propriétés non bâties : 0,00 % ;
- cotisation foncière des entreprises : 0,00 %.

Chiffres clés Revenus et pauvreté des ménages en 2017 : médiane en 2017 du revenu disponible, par unité de consommation : 16 640 €.

## Population et société

### Démographie

#### Évolution démographique
L'évolution du nombre d'habitants est connue à travers les recensements de la population effectués dans la commune depuis 1793. Pour les communes de moins de 10 000 habitants, une enquête de recensement portant sur toute la population est réalisée tous les cinq ans, les populations de référence des années intermédiaires étant quant à elles estimées par interpolation ou extrapolation. Pour la commune, le premier recensement exhaustif entrant dans le cadre du nouveau dispositif a été réalisé en 2005.

En 2022, la commune comptait 114 habitants, en évolution de −5 % par rapport à 2016 (Alpes-Maritimes : +2,85 %, France hors Mayotte : +2,11 %).
| 1793 | 1800 | 1806 | 1822 | 1838 | 1848 | 1858 | 1861 | 1866 |
| ---- | ---- | ---- | ---- | ---- | ---- | ---- | ---- | ---- |
| 305  | 321  | 360  | 346  | 378  | 371  | 303  | 350  | 379  |

| 1872 | 1876 | 1881 | 1886 | 1891 | 1896 | 1901 | 1906 | 1911 |
| ---- | ---- | ---- | ---- | ---- | ---- | ---- | ---- | ---- |
| 342  | 337  | 341  | 453  | 484  | 502  | 504  | 263  | 256  |

| 1921 | 1926 | 1931 | 1936 | 1946 | 1954 | 1962 | 1968 | 1975 |
| ---- | ---- | ---- | ---- | ---- | ---- | ---- | ---- | ---- |
| 175  | 160  | 153  | 122  | 93   | 83   | 125  | 102  | 62   |

| 1982 | 1990 | 1999 | 2005 | 2006 | 2010 | 2015 | 2020 | 2022 |
| ---- | ---- | ---- | ---- | ---- | ---- | ---- | ---- | ---- |
| 83   | 105  | 113  | 110  | 110  | 124  | 118  | 119  | 114  |

### Enseignement
Établissements d'enseignements : 
- Écoles maternelles et primaire à Saint-Sauveur-sur-Tinée, Beuil,
- Collèges à Saint-Sauveur-sur-Tinée, Puget-Théniers,
- Lycée à Valdeblore.

### Santé
Professionnels et établissements de santé :
- Médecins à Saint-Sauveur-sur-Tinée, Isola, Péone, Guillaumes,
- Pharmacies à Isala, Péone,
- Hôpitaux à Saint-Martin-Vésubie, Villars-sur-Var.

### Cultes
- Culte catholique, Paroisse Notre-Dame de la Tinée[35], Diocèse de Nice.

## Économie

### Hiver
- Domaine skiable de Roubion-les-Buisses : station de sports d'hiver (20 pistes de ski) et de cyclisme de descente (13 pistes).
- Le domaine est un spot réputé pour le snowkite[36].
- Le snow tubing, la glisse sur une bouée géante.

### Eté
- Escalade, Via ferrata
- Canyoning, le moulin de Roubion
- VTT électriques
- Randonnée

### Entreprises et commerces

#### Agriculture
- Agriculture et élevage bovin à La Tournerie[37],[38],[39].
- Élevage ovin au hameau de Vignols, Quartier Sadour et Quartier d'Août.

#### Tourisme

##### Hôtellerie Restauration
- Gites communaux[40]
- Chambres d'hôtes
- Restaurants[41] ;
- Aire de camping Caristes

#### Commerces et artisanat
- Commerces de proximité[42].
- Ateliers.

## Culture locale et patrimoine

### Cinéma
- La commune de Roubion et plus particulièrement son épicerie (imaginaire, elle) sert de cadre au début du film Minuscule 2 : Les Mandibules du bout du monde, puisque que c'est de cet endroit que partent vers les quatre coins du monde des cartons de purée de châtaignes, dont celui allant en Guadeloupe et dans lequel une petite coccinelle est enfermée.

### Lieux et monuments
- Le site archéologique de la Tournerie[43].
- Vestiges du château féodal sur la barre de Castel[44]. Le château existait déjà au XIIe siècle[45].
- Tours et pigeonnier.
- Station de ski familiale du hameau d’altitude de « Buisses ».
- Remparts et portes des XIIe et XIVe siècles.
- Fontaine du Mouton du XVIIIe siècle, sur la place du village[46].
- Les portes peintes de Roubion[47].
- La vacherie du hameau de Vignols.

Patrimoine religieux :
- Église paroissiale Saint-Étienne, dite Église Notre-Dame-du-Mont-Carmel[48], dans le village, reconstruite au XVIIIe siècle (elle porte la date de 1713) mais qui conserve un clocher roman crénelé[49],[50],[51].
- Chapelle Saint-Sébastien[52] du début du XVe siècle[53]. Elle se trouve à 1 km au sud, sur la route de Saint-Sauveur-sur-Tinée. La chapelle possède des peintures murales peintes en 1513 représentant la vie du saint d'une manière naïve dans douze compartiments[54].
- Chapelle Notre-Dame dans le haut village[55].
- Chapelle Sainte-Elisabeth au hameau de Vignols qui se trouve à 7 km au nord de Roubion, à 1 622 m d'altitude, dans le parc du Mercantour[56].
- Chapelle Saint-Jacques, hameau « Laval », quartier « Lou Suc »[57].
- Monument aux morts[58].

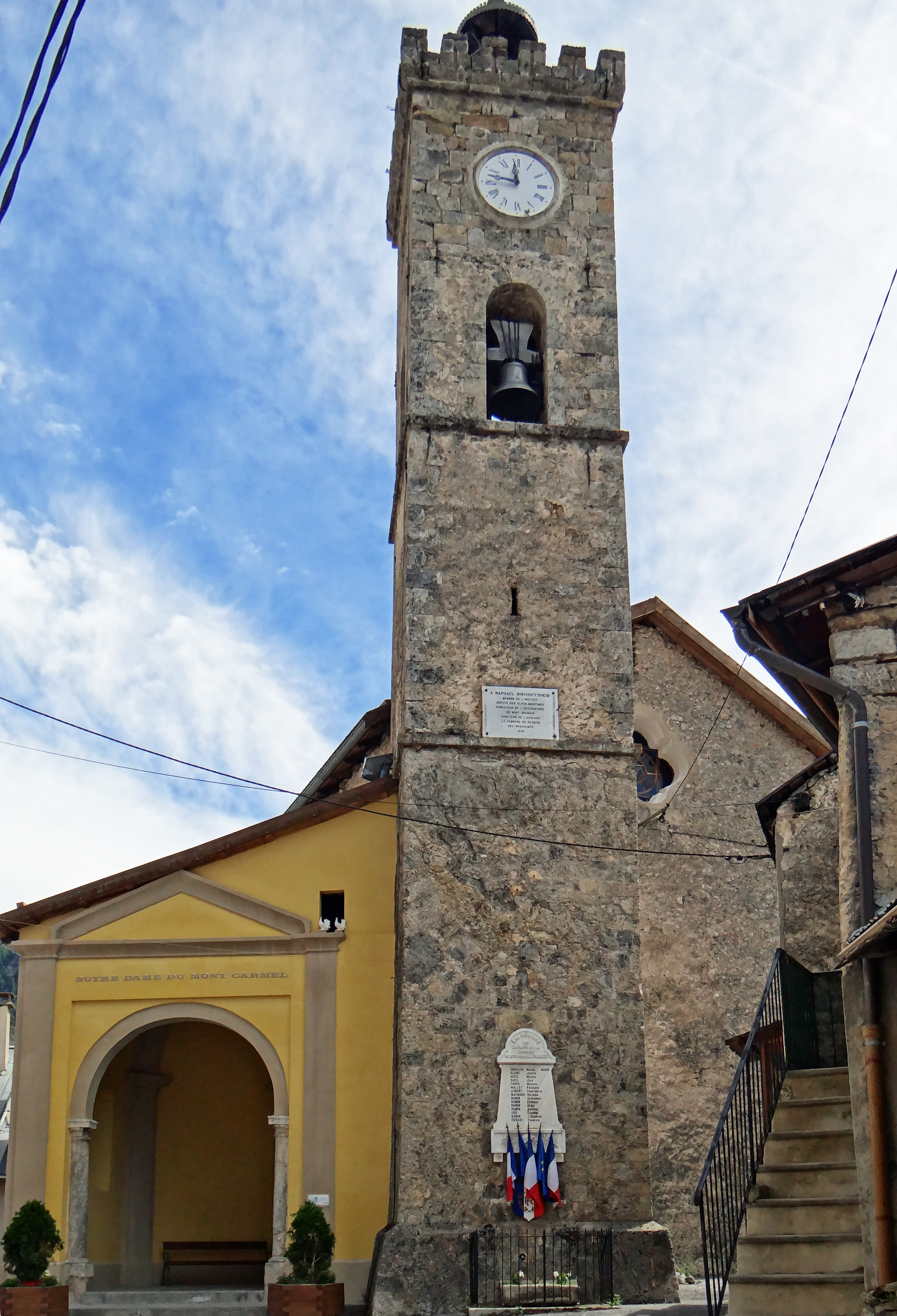
Église Notre-Dame-du-Mont-Carmel - Façade, porche et clocher.
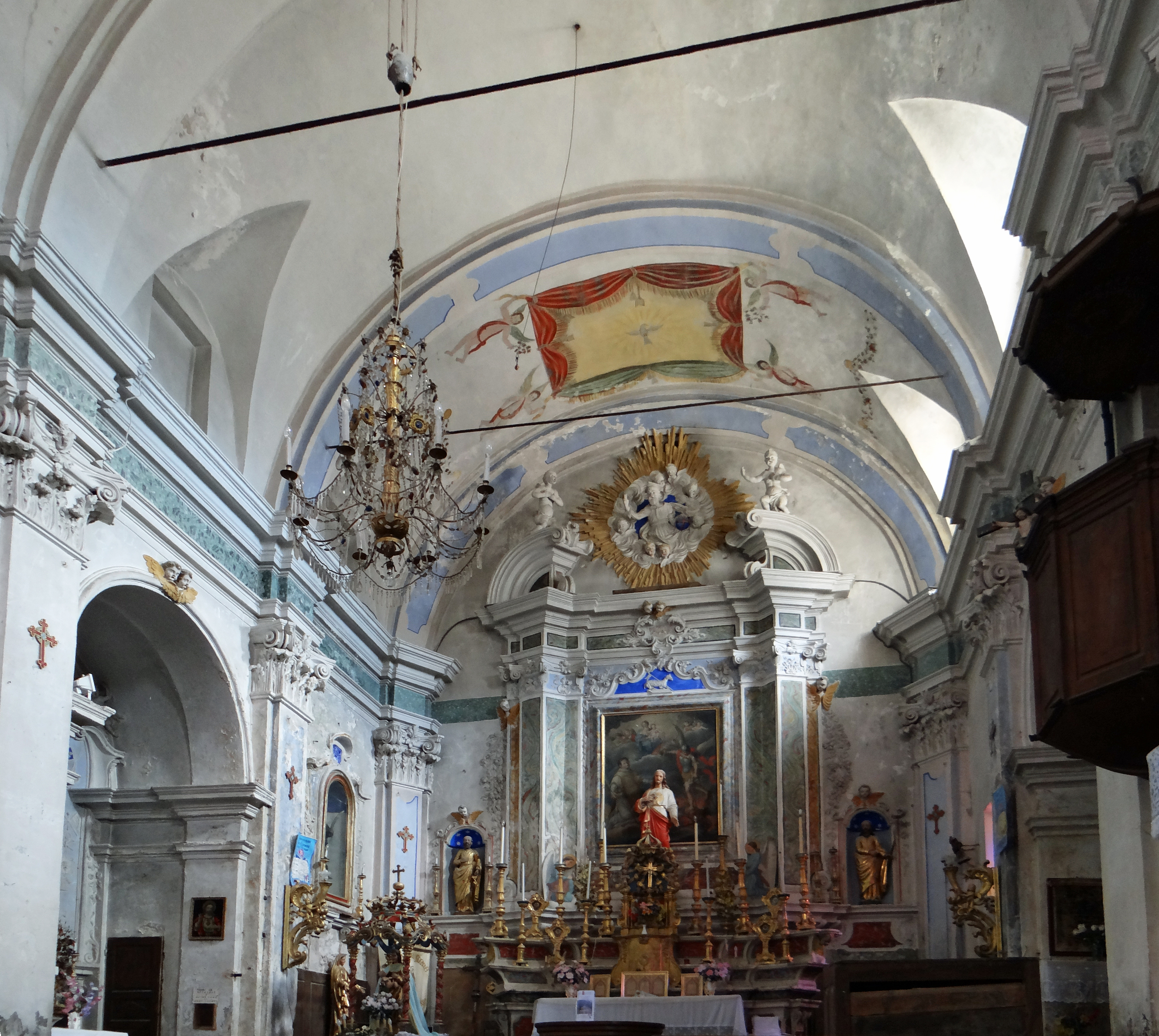
Église Notre-Dame-du-Mont-Carmel - Nef.
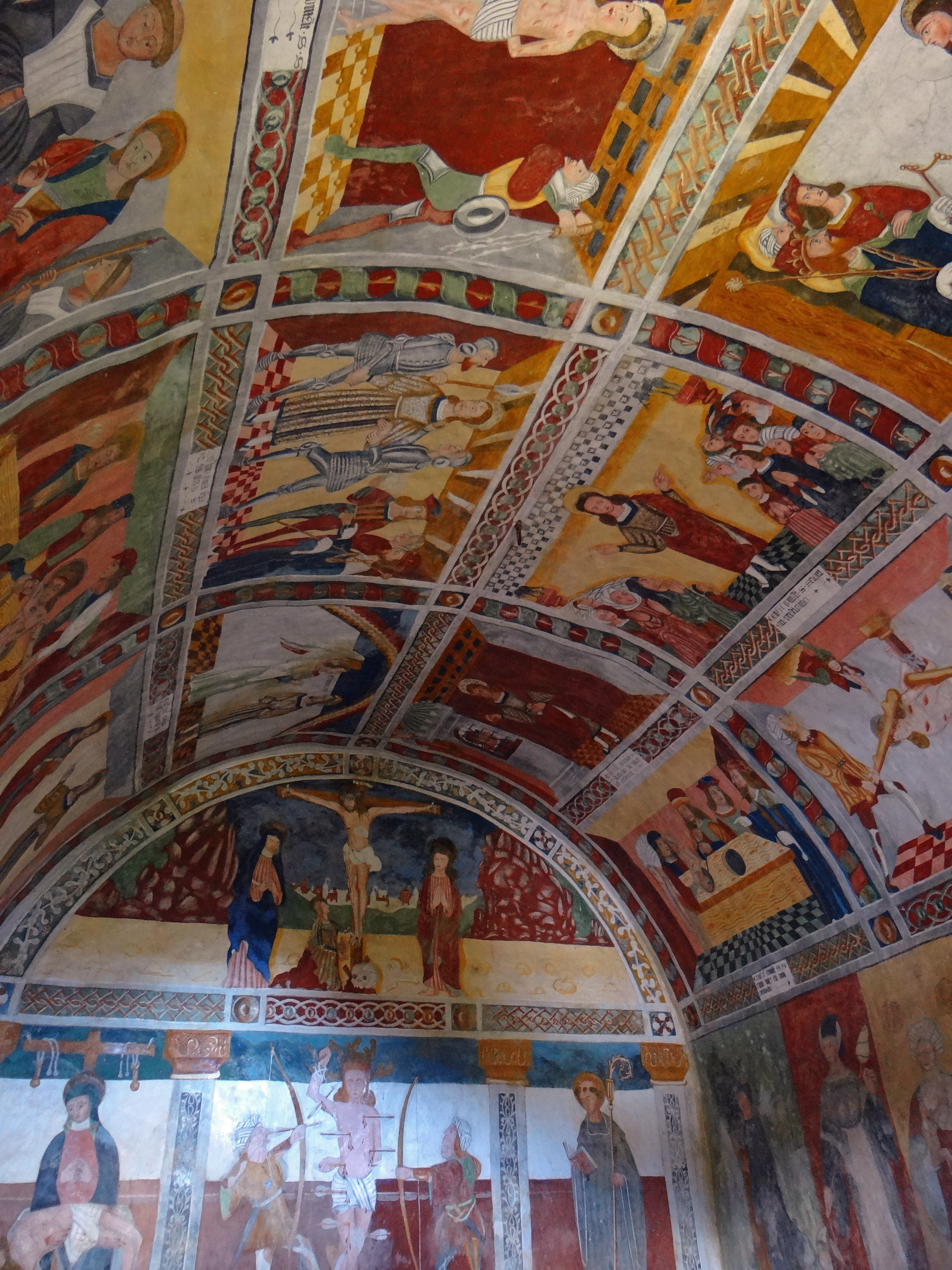
Chapelle Saint-Sébastien - Peintures murales.
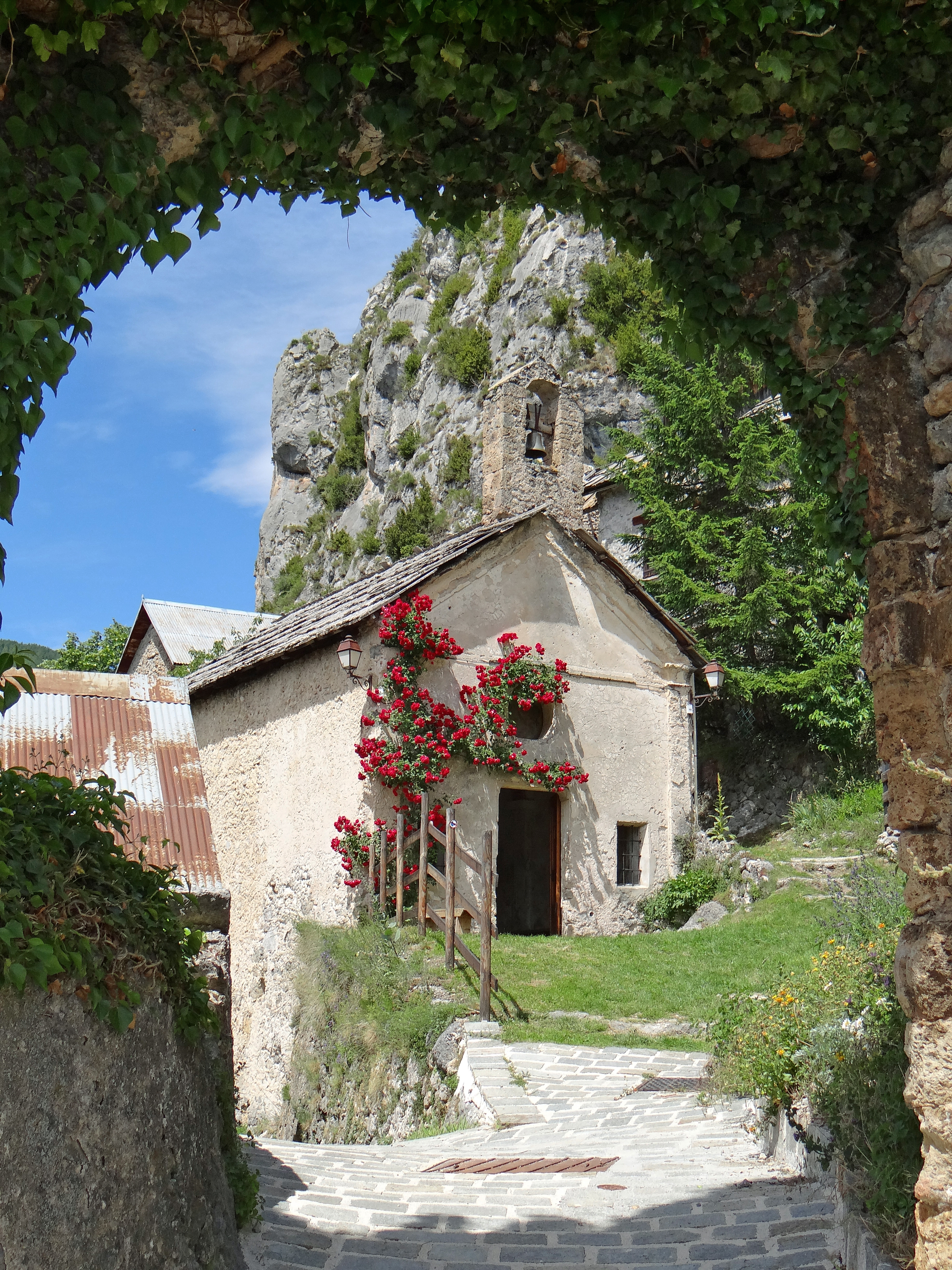
Chapelle Notre-Dame vue de la porte des remparts ouest.
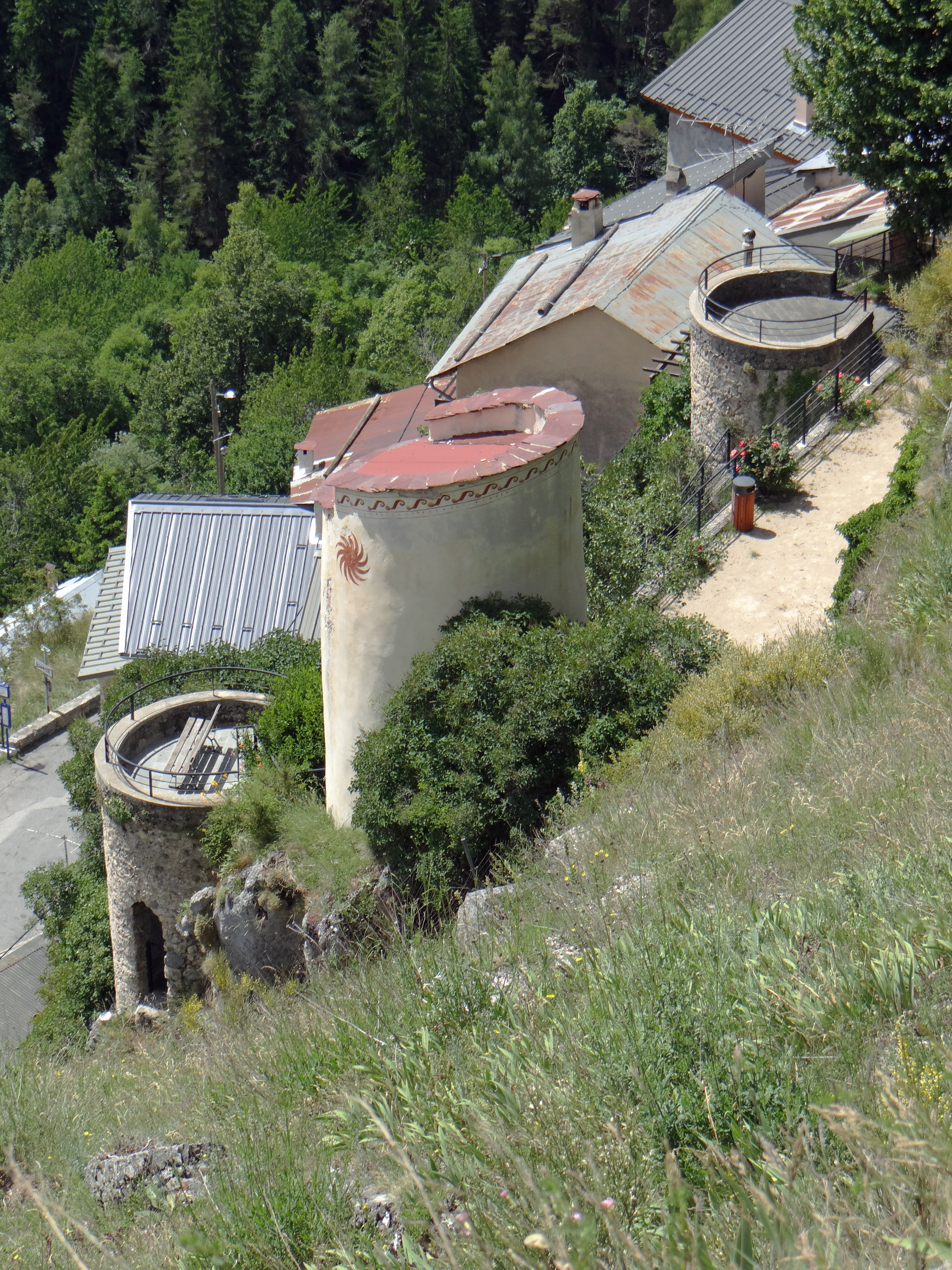
Tours et pigeonnier, vestiges probables du château.
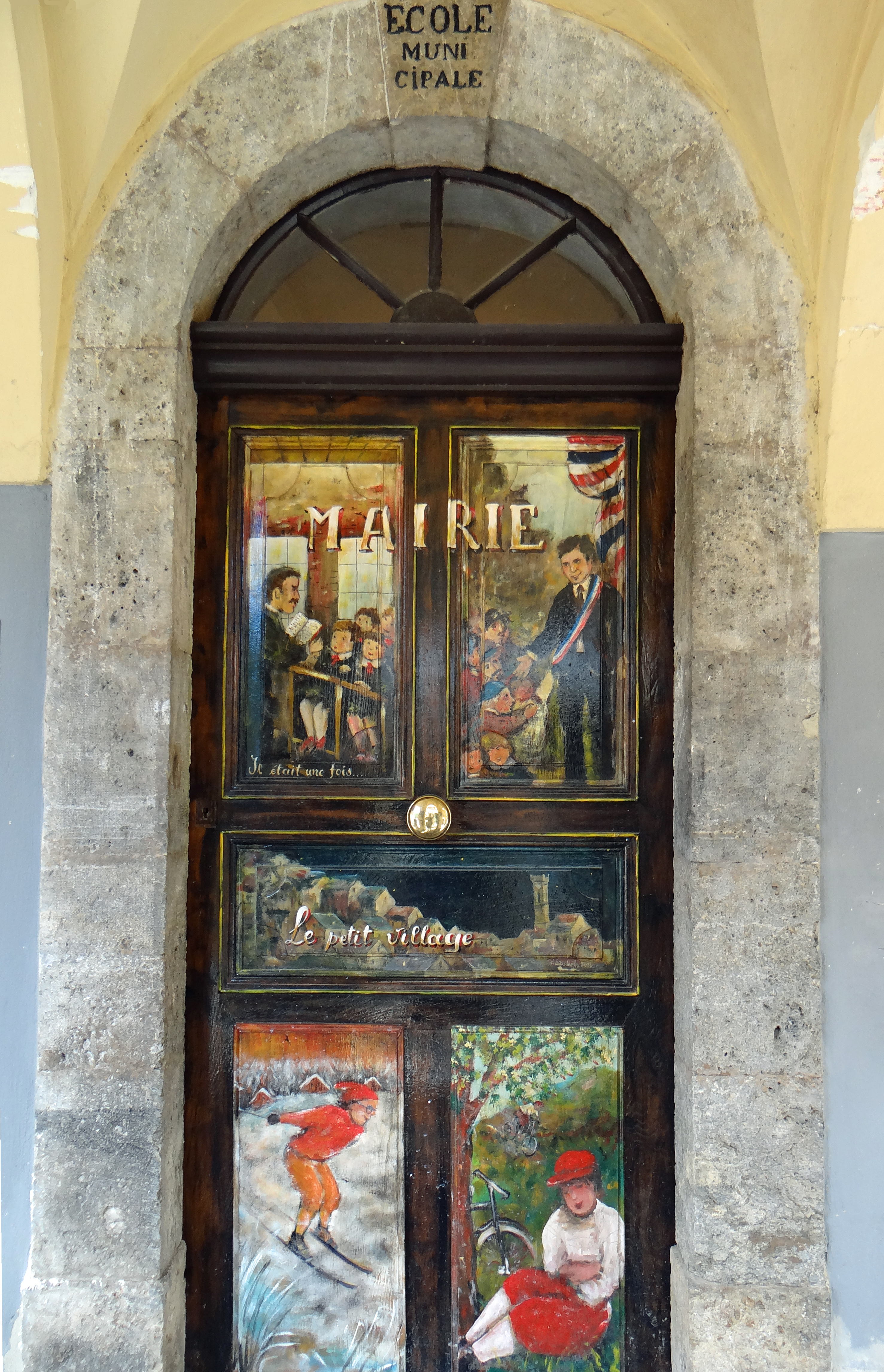
Porte décorée de l'ancienne école.
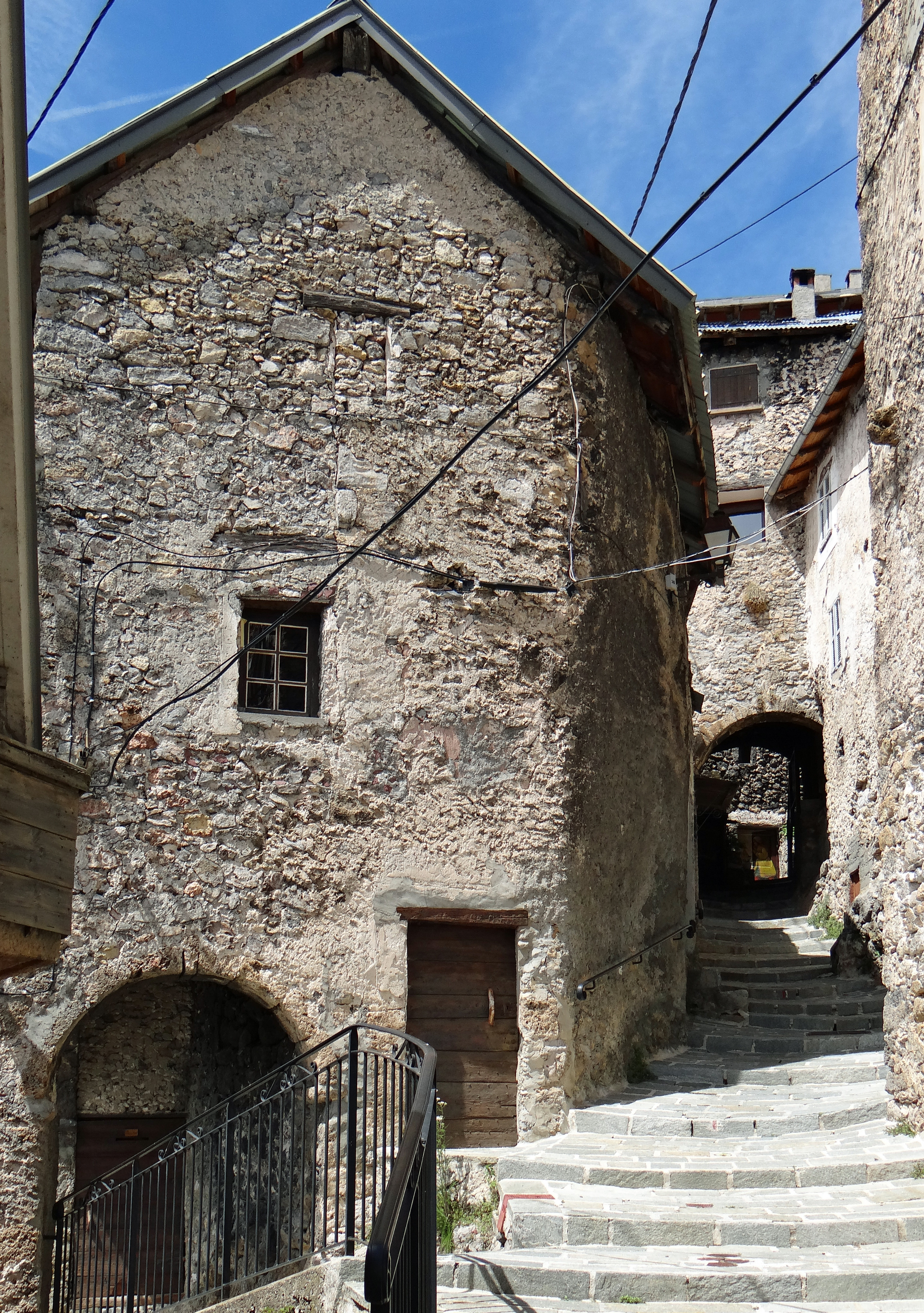
Rues et passages.
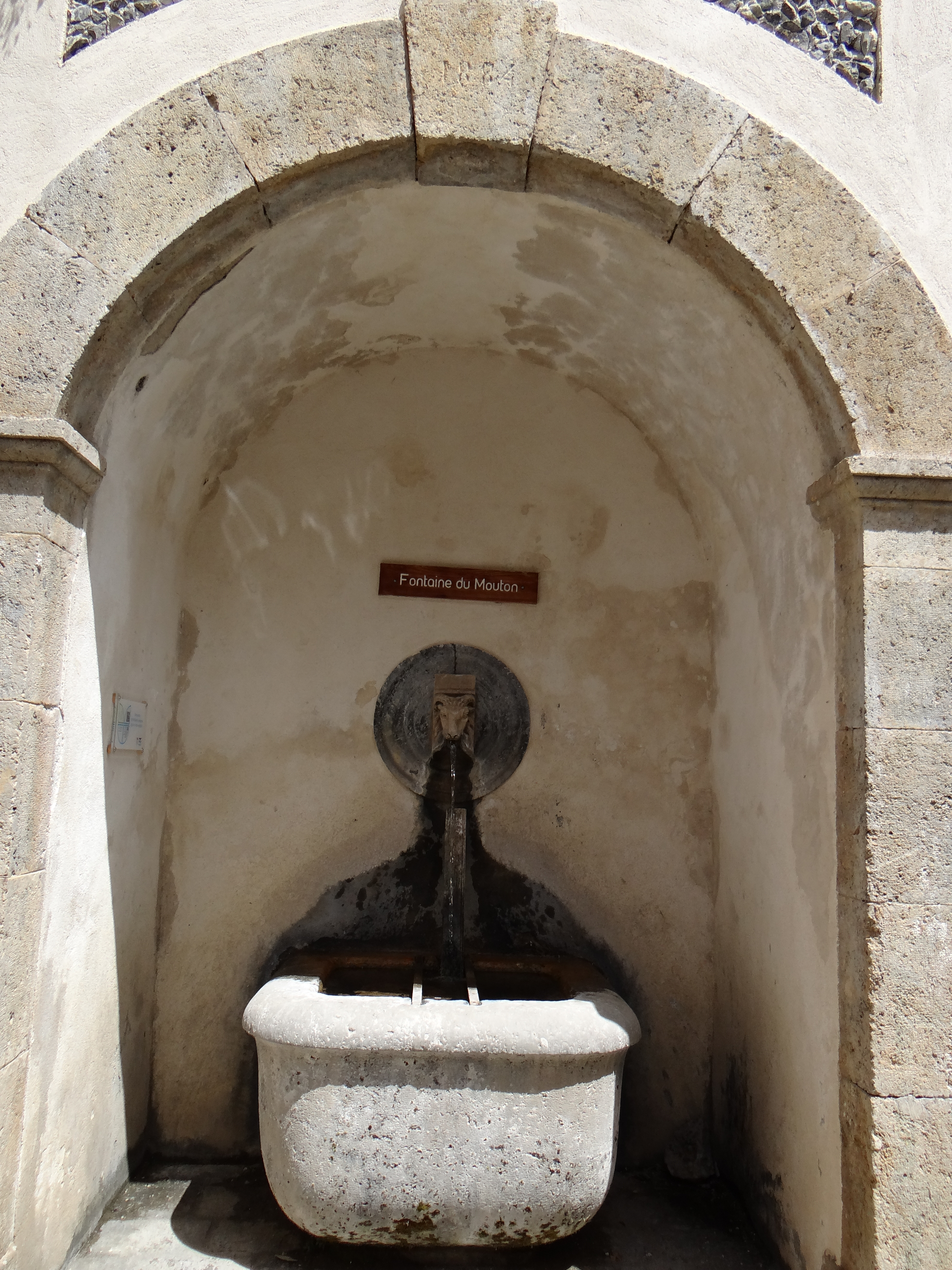
Fontaine du Mouton.

### Héraldique
| Blason de Roubion | Blason  | D'argent à la tour de sable, maçonnée du champ, ouverte et ajourée de gueules, au chef tiercé en pal, au 1er et 3e fuselé d'argent et de gueules, au 2e d'argent à l'étoile de huit rais de gueules. Devise / CriArdao non rubesco (Je brûle sans rougir). |
| Blason de Roubion | Détails | Le statut officiel du blason reste à déterminer. |

## Personnalités liées à la commune
- Agapit Caissotti de Roubion, comte de 1818 à 1820[60].
- Francis Eula[61].